# Presidente de Alemania (1919-1945)

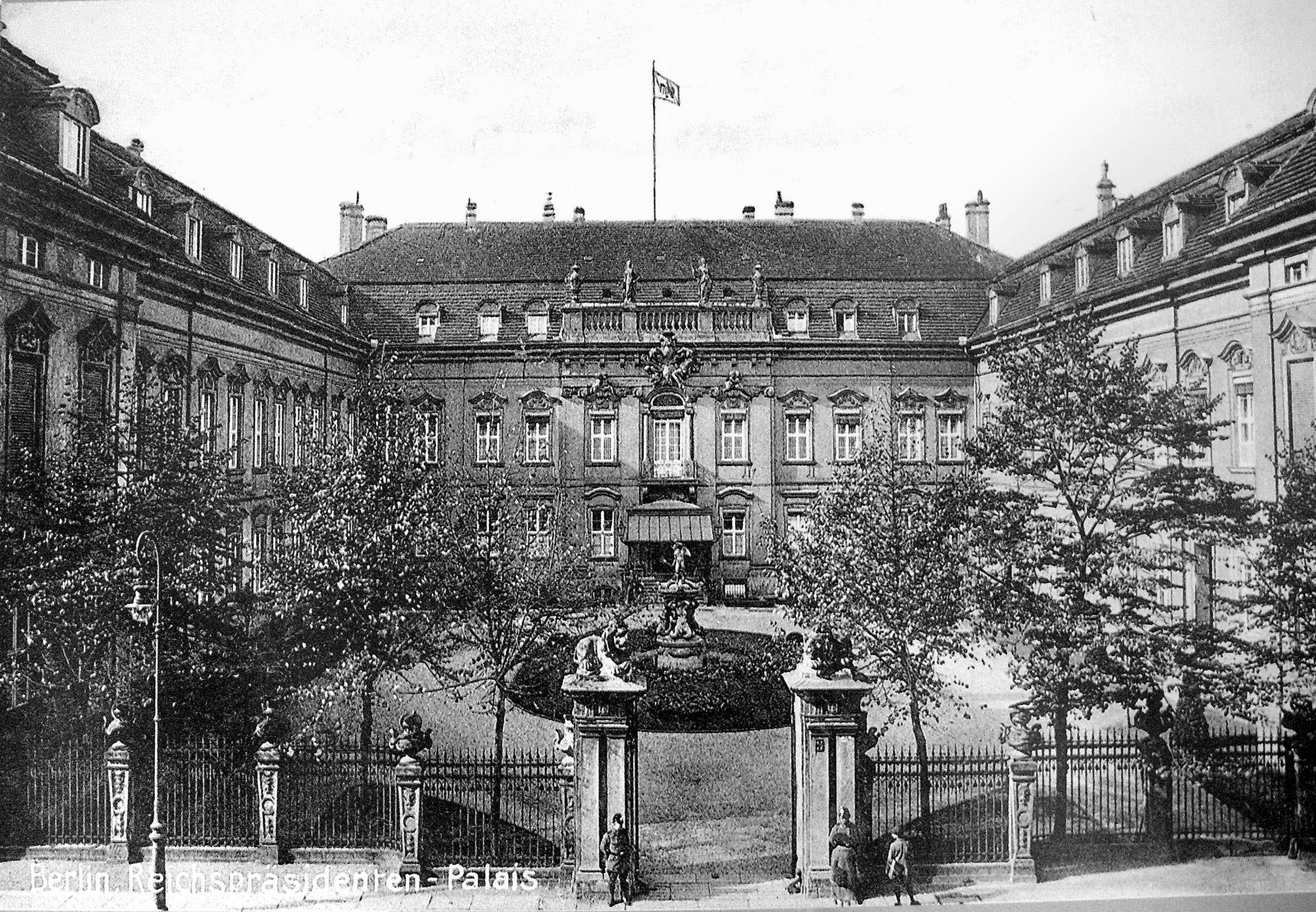
El Palacio Presidencial, residencia oficial del Reichspräsident, situado en la Wilhelmstraße de Berlín.

El Reichspräsident es el nombre que recibió el jefe de Estado alemán bajo la Constitución de Weimar, sancionada el 31 de julio de 1919. La nueva carta magna alemana estableció una república federal (la llamada República de Weimar) y la elección de un presidente por votación popular, el cual a su vez tenía la facultad de elegir al canciller para que formara un gobierno. El presidente podía disolver el gabinete, vetar las leyes del poder legislativo, o intervenir los estados federales con el fin de prevenir problemas de orden público.

## Historia
Después de la abdicación forzada del emperador Guillermo II y la proclamación de la República Alemana el 9 de noviembre de 1918, el jefe de Estado de Alemania tuvo el título de Reichspräsident (literalmente, "Presidente del Imperio"). Según la Constitución de Weimar, debía ser elegido de forma directa por la población cada siete años y tenía un gran número de competencias, entre ellas la de convocar elecciones, nombrar al canciller, disolver el parlamento y, sobre todo, promulgar decretos de emergencia (Notverordnungen) con valor legislativo inmediato, aunque revocables por el parlamento.
Mientras el primer Presidente del Reich, el socialdemócrata Friedrich Ebert hizo un uso discreto y moderado de estas competencias, después de la muerte de este, en 1925, fue elegido presidente el anciano y políticamente poco experto Paul von Hindenburg, quien había sido jefe del Estado Mayor alemán durante la Primera Guerra Mundial y se declaraba a sí mismo monárquico. Cuando, a consecuencia de la crisis económica mundial, en 1930 se rompió el gobierno de gran coalición entre los partidos democráticos, Hindenburg acudió a nombrar canciller a Heinrich Brüning (Partido de Centro) quien no contaba con una mayoría parlamentaria, y empezó a gobernar a través de decretos de emergencia, disolviendo el parlamento cada vez que este amenazaba con revocar uno de estos decretos. Por lo tanto, entre 1930 y 1933, el verdadero poder de gobierno en Alemania recaía en la llamada camarilla de consejeros de Hindenburg. En 1932, Hindenburg fue reelegido en las elecciones presidenciales, derrotando a Adolf Hitler, su principal contendiente. Sin embargo, en enero de 1933, Hindenburg lo nombró Canciller.
Después de la muerte de Hindenburg en 1934, Hitler asumió también el cargo de jefe de Estado bajo el título de Führer und Reichskanzler (traducible como "Caudillo y Canciller del Reich"), consolidando así su poder de gobierno totalitario. A finales de la Segunda Guerra Mundial, antes de que Hitler se suicidara, este mencionó a Karl Dönitz y lo nombró "Reichspräsident". Sin embargo, Dönitz solo sería jefe de Estado durante tres semanas, hasta que fue detenido por las tropas aliadas, y apenas si controló un escaso territorio bajo su control efectivo.

## Remoción y sucesión
La constitución de Weimar no preveía una vicepresidencia. Si el presidente muriera o dejara el cargo prematuramente, se elegiría un sucesor. Durante una vacante temporal, o en el caso de que el presidente "no estuviera disponible", los poderes y funciones de la presidencia pasaron al canciller.
Las disposiciones de la constitución de Weimar para el juicio político o la destitución del presidente son similares a las que se encuentran en la Constitución de Austria. La constitución de Weimar estipuló que el presidente podría ser destituido prematuramente por un referéndum iniciado por el Reichstag. Para exigir dicho referéndum, el Reichstag tuvo que aprobar una moción respaldada por al menos dos tercios de los votos emitidos en la cámara. Si tal propuesta de deponer al presidente fuera rechazada por los votantes, se consideraría que el presidente había sido reelegido y el Reichstag se disolvería automáticamente.
El Reichstag también tenía autoridad para acusar al presidente ante el "Staatsgerichtshof", un tribunal exclusivamente preocupado por disputas entre órganos estatales. Sin embargo, solo podría hacerlo acusado de violar deliberadamente la ley alemana; Además, el movimiento tenía que ser apoyado por una mayoría de dos tercios de los votos emitidos, en una reunión con un quórum de dos tercios del número total de miembros.

## Elección

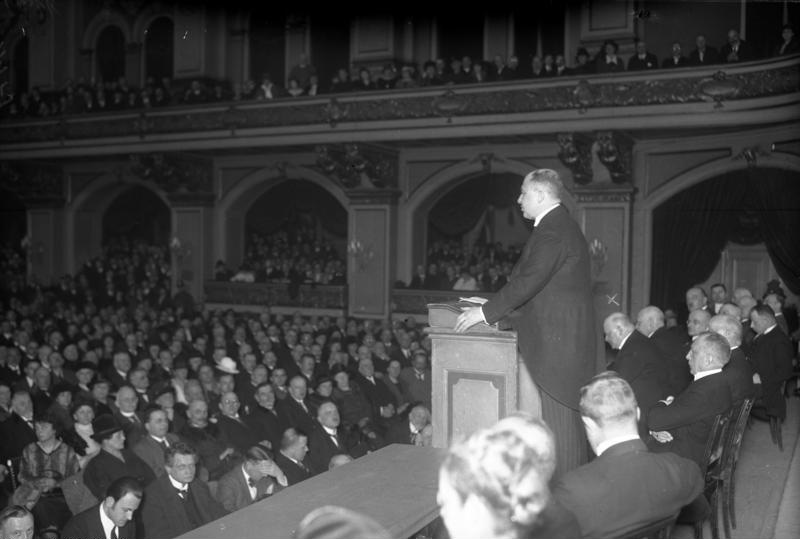
Candidato Karl Jarres (conservadores y liberales nacionales) en 1925, primera vuelta.

Según la constitución de Weimar, el presidente era elegido directamente por sufragio universal de adultos por un período de siete años; La reelección no era limitada.
La ley estipulaba que la presidencia estaba abierta a todos los ciudadanos alemanes que habían cumplido los 35 años. La elección directa del presidente ocurrió bajo una forma del sistema de dos vueltas. Si ningún candidato recibió el apoyo de una mayoría absoluta de los votos emitidos (es decir, más de la mitad) en una primera ronda de votación, se realizará una segunda votación en una fecha posterior. En esta ronda, el candidato que recibió el apoyo de una pluralidad de votantes fue considerado elegido. Un grupo también podría nominar a un candidato sustituto en la segunda ronda, en lugar del candidato que había apoyado en la primera.
El Presidente no podía ser miembro del Reichstag (parlamento) al mismo tiempo. La constitución requería que al asumir el cargo el presidente hiciera el siguiente juramento (se permitía la inclusión de lenguaje religioso adicional):
"Juro dedicar mi energía al bienestar del pueblo alemán, aumentar su prosperidad, evitar daños, mantener la constitución del Reich y sus leyes, honrar conscientemente mis deberes y ejercer justicia para cada individuo".

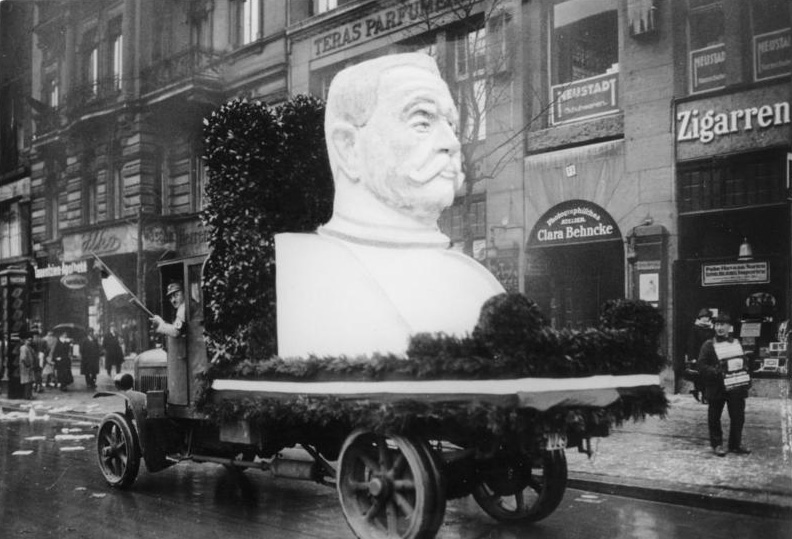
Propaganda de Paul von Hindenburg, candidato nacionalista en la segunda vuelta de 1925.

Solo dos elecciones presidenciales regulares bajo las disposiciones de la Constitución de Weimar realmente ocurrieron, en 1925 y 1932:
El primer funcionario, el socialdemócrata Friedrich Ebert fue elegido por la Asamblea Nacional el 11 de febrero de 1919 de forma provisional.
Ebert tenía la intención de presentarse a las elecciones presidenciales en 1922 cuando la protesta por el asesinato de Walther Rathenau parecía generar una atmósfera pro republicana. Sin embargo, el político liberal nacional Gustav Stresemann persuadió a los otros partidos centristas de que la situación todavía era demasiado turbulenta para celebrar elecciones. Por lo tanto, el Reichstag extendió el mandato de Ebert al 30 de junio de 1925 a fines de 1922, lo que requirió un cambio constitucional. Ebert murió en el cargo en febrero de 1925.

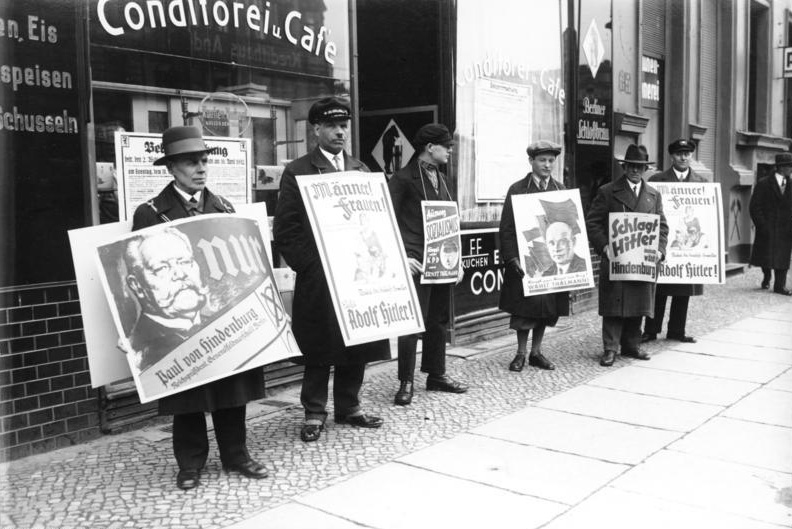
Propaganda en un lugar de votación, 12 de abril de 1932.

La primera elección presidencial se celebró en 1925. Después de que la primera votación no resultó en un claro ganador, se celebró una segunda votación, en la que Paul von Hindenburg, un héroe de guerra nominado por los partidos de derecha después de que su candidato original se había retirado después de la primera votación, logró ganar una mayoría. Hindenburg cumplió un mandato completo y fue reelegido en 1932, esta vez nominado por los partidos pro republicanos que pensaban que solo él podía evitar la elección de Adolf Hitler para el cargo. Hindenburg murió en el cargo en agosto de 1934, poco más de dos años después de su reelección, después de haber nombrado a Hitler como canciller. Hitler asumió los poderes del jefe de Estado, pero no usó el título de presidente hasta su propia muerte, cuando nombró a Karl Dönitz su sucesor como presidente en su última voluntad y testamento político final.

## Listado de presidentes (1919-1945)
| Presidente del Consejo de Comisarios del Pueblo (Revolución de Noviembre) |  |  |                                                 |                        |                       |               |                         |
| 1.º                                                                       |  |  | Friedrich Ebert (1871 - 1925)                   | 9 de noviembre de 1918 | 11 de febrero de 1919 | SPD           | -                       |
| Reichspräsident (República de Weimar)                                     |  |  |                                                 |                        |                       |               |                         |
| 1.º                                                                       |  |  | Friedrich Ebert (1871 - 1925)                   | 11 de febrero de 1919  | 28 de febrero de 1925 | SPD           | 1919                    |
| -                                                                         |  |  | Hans Luther (1879 - 1962) Canciller del Reich   | 28 de febrero de 1925  | 12 de marzo de 1925   | Independiente | Presidente en funciones |
| -                                                                         |  |  | Walter Simons (1861 - 1937) Canciller del Reich | 12 de marzo de 1925    | 12 de mayo de 1925    | Independiente | Presidente en funciones |
| 2.º                                                                       |  |  | Paul von Hindenburg (1847 - 1934)               | 12 de mayo de 1925     | 2 de agosto de 1934   | Independiente | 1925 1932               |
| Führer und Reichkanzler (Tercer Reich)                                    |  |  |                                                 |                        |                       |               |                         |
| -                                                                         |  |  | Adolf Hitler (1889 - 1945)                      | 2 de agosto de 1934    | 30 de abril de 1945   | NSDAP         | -                       |
| Reichspräsident (Tercer Reich)                                            |  |  |                                                 |                        |                       |               |                         |
| 3.º                                                                       |  |  | Karl Dönitz (1891 - 1980)                       | 1 de mayo de 1945      | 23 de mayo de 1945    | NSDAP         | -                       |

## Estandartes presidenciales

1919–1921
1921–1926
1926–1933
1933–1934
1934–1945